# 也门瞪羚
也门瞪羚（學名Gazella bilkis），英文名Queen of Sheba's Gazelle，是一種原分布于也门山区的牛科動物，但已經灭绝。